# Imidiwan: Companions
Imidiwan: Companions — четвёртый студийный альбом туарегской группы пустынного блюза Tinariwen, выпущенный 29 июня 2009 года на лейбле Independiente Records. В альбоме группа воссоединилась с Жан-Полем Романном, продюсером их альбома 2001 года The Radio Tisdas Sessions. Некоторые издания альбома включают DVD с 30-минутным документальным фильмом о группе.

## История
Джо Тангари из Pitchfork рассказал о том, как группа познала большую часть мира за пределами пустыни и как это повлияло на новое направление этого альбома. Он сказал, что «лирически песни, исполненные на тамашекском языке, затрагивают темы освобождения и культурно-исторической гордости». Позже он заявил, что в них содержится assuf — «непереводимое слово со смыслом тоски по дому, одиночества и грусти; оно также относится к ночному миру за пределами света костра».

## Отзывы
| Оценки критиков | Оценки критиков |
| Источник        | Оценка          |
| --------------- | --------------- |
| Allmusic        | [ 1 ]           |
| PopMatters      | [ 4 ]           |
| Pitchfork Media | (7.6/10)        |
| Rockfeedback    | [ 6 ]           |
| The Guardian    | [ 7 ]           |
| SPIN Magazine   | [ 8 ]           |

Альбом получил в целом положительные отзывы. The Guardian поставила альбому 4 звезды из 5, заявив, что «Tinariwen просто не останавливаются, неустанные и блестящие, как солнце Сахары». The Daily Telegraph также поставила альбому 4 звезды, заявив, что группа — «…ближайшее, что современный мир предлагает для настоящего блюза».
Imidiwan также получил премию Uncut Music Award 2009 года за то, что стал «самым вдохновляющим и богатым вознаграждением альбомом за последние 12 месяцев».

## Список композиций
| №   | Название                | Автор(ы)                        | Длительность |
| --- | ----------------------- | ------------------------------- | ------------ |
| 1.  | «Imidiwan Afrik Tendam» | Ibrahim Ag Alhabib              | 3:32         |
| 2.  | «Lulla»                 | Ibrahim Ag Alhabib              | 3:49         |
| 3.  | «Tenhert»               | Abdallah Ag Alhousseyni         | 5:28         |
| 4.  | «Enseqi Ehad Didagh»    | Ibrahim Ag Alhabib              | 5:40         |
| 5.  | «Tahult In»             | Alhassane Ag Touhami            | 4:10         |
| 6.  | «Tamudjeras Assis»      | Mohammed Ag Itlale ("Japonais") | 4:51         |
| 7.  | «Intitlayaghen»         | Abdallah Ag Alhousseyni         | 4:49         |
| 8.  | «Imazaghen N Adagh»     | Abdallah Ag Lamida ("Intidao")  | 3:46         |
| 9.  | «Tenalle Chegret»       | Ibrahim Ag Alhabib              | 5:43         |
| 10. | «Kel Tamashek»          | Abdallah Ag Alhousseyni         | 3:16         |
| 11. | «Assuf Ag Assuf»        | Ibrahim Ag Alhabib              | 4:54         |
| 12. | «Chabiba»               | Ibrahim Ag Alhabib              | 3:21         |
| 13. | «Ere Tasfata Adounia»   | Alhassane Ag Touhami            | 4:53         |
| 14. | «Desert Wind»           | Ibrahim Ag Alhabib              | 4:19         |

## Персонал
Вся информация взята из примечаний к альбому.
- Ибрагим Аг Альхабиб — лид-вокал и лид-гитара (треки 1, 2, 4, 9, 11, 12), бэк-вокал (трек 10), другие инструменты (трек 14)
- Абдаллах Аг Альхусейни — ведущий вокал и ведущая гитара (треки 3, 7, 10)
- Альхассан Аг Тухами — ведущий вокал и ведущая гитара (треки 5, 13), бэк-вокал (треки 1, 2, 4, 9, 10, 12)
- Mohammed Ag Itlale («Japonais») — ведущий вокал и ведущая гитара (трек 6), бэк-вокал (треки 1, 2, 4)
- Абдалла Аг Ламида («Intidao») — вокал и лид-гитара (трек 8), гитара (треки 1, 3, 12), бэк-вокал (треки 4, 5, 6, 9, 10, 12, 13)
- Eyadou Ag Leche — бас (все треки, кроме 10, 11, 14), гитара (треки 3, 5, 6, 8, 13), бэк-вокал (треки 5, 6, 8, 9, 13), перкуссия (треки 3, 6, 7, 8, 13)
- Элага Аг Хамид — гитара (все треки, кроме 7, 10, 14), бэк-вокал (треки 1, 13), перкуссия (трек 5)
- Саид Аг Айад — перкуссия (треки 1, 2, 4, 5, 8, 9, 12, 13)
- Liya Ag Ablil («Diara») — гитара (треки 1, 2, 3, 4, 7, 9, 12, 13)
- Sanou Ag Ahmed — перкуссия (треки 1, 2, 4, 9, 12), гитара (треки 8, 12), бэк-вокал (треки 1, 2, 4, 6, 8)
- Фатма — перкуссия (трек 1), бэк-вокал (треки 2, 3, 4, 5, 7, 9, 12, 13)
- Mohammed — перкуссия (треки 1, 2, 3, 4, 5, 8, 11, 12, 13), бэк-вокал (трек 12)
- Маттье Руссо — перкуссия (все треки, кроме 8, 10, 14)
- Тенде из Тессалита — перкуссия (трек 10)
- Воуну Валет Сидати — бэк-вокал (треки 2, 3, 4, 5, 7, 9, 12, 13)
- Dayasso — бэк-вокал (треки 2, 4, 12)
- Aroun — бэк-вокал (треки 1, 9)
- Baka — бэк-вокал (трек 2)
- Moustapha — бэк-вокал (трек 2)
- Абдалла — бэк-вокал (трек 2)
- Усман, Аль Хассан, Фатимата — детский вокал (трек 1)